# Thelma (2024)
Thelma é um filme de comédia dramática estadunidense de 2024 escrito, dirigido e editado por Josh Margolin. O filme é estrelado por June Squibb, Fred Hechinger, Richard Roundtree, Clark Gregg, Parker Posey e Malcolm McDowell.
Thelma estreou no Festival Sundance de Cinema de 2024 em 18 de janeiro de 2024 e foi lançado nos Estados Unidos pela Magnolia Pictures em 21 de junho de 2024. O filme recebeu críticas geralmente positivas e arrecadou US$ 12 milhões em todo o mundo.

## Elenco

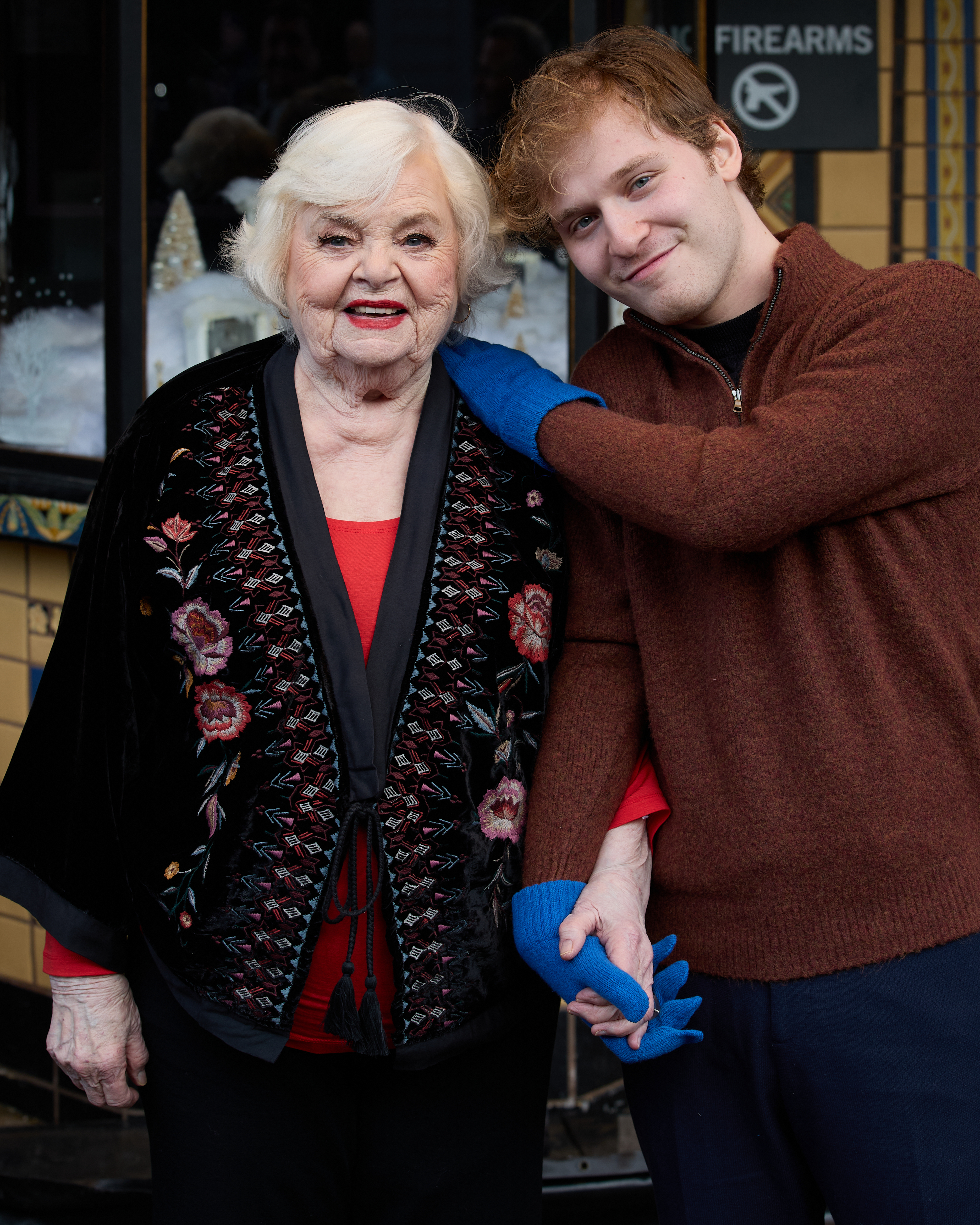
June Squibb e Fred Hechinger no Festival Sundance de Cinema de 2024.

- June Squibb como Thelma
- Fred Hechinger como Daniel
- Richard Roundtree como Ben
- Parker Posey como Gail
- Clark Gregg como Alan
- Malcolm McDowell como Harvey
- Nicole Byer como Rochelle
- Quinn Beswick como Colin
- Coral Peña como Allie
- Aidan Fiske como Michael
- Bunny Levine como Mona
- Ruben Rabasa como Winston

## Lançamento
Thelma estreou no Festival Sundance de Cinema em 18 de janeiro de 2024. Foi lançado nos cinemas nos Estados Unidos pela Magnolia Pictures em 21 de junho de 2024. Foi lançado no Reino Unido em 19 de julho de 2024.
Este é o último longa-metragem de Roundtree, tendo sido lançado após sua morte em 2023.

## Recepção

### Bilheteria
Nos Estados Unidos e Canadá, Thelma foi lançado junto com The Bikeriders e The Exorcism. Ele arrecadou US$ 2,3 milhões em 1.290 cinemas em seu fim de semana de estreia, terminando em oitavo.

### Resposta crítica
No site agregador de críticas Rotten Tomatoes, 98% das 191 avaliações dos críticos são positivas, com uma classificação média de 7,7/10. O consenso do site diz: "Uma vitrine estelar para a talentosa June Squibb, Thelma evita risadas baratas, pois encontra o lado mais leve de algumas questões sérias." O Metacritic, que usa uma média ponderada, atribuiu ao filme uma pontuação de 77 em 100, com base em 42 críticos, indicando avaliações "geralmente favoráveis".